# Hermann Klose
Hermann Klose (* 8. April 1858 in Hamburg; † 8. Oktober 1940 in Schwerin) war ein deutscher Organist und Musikdirektor.

## Leben
Hermann Klose trat nach seiner Ausbildung, unter anderem bei Ludwig Deppe, 1881 seine erste Stelle als Organist in Neumünster an. Daneben war er als Klavier- und Gesanglehrer tätig. 1884 wurde er zum Stadt - und Schloßorganisten in Eutin berufen. Als es ihm nicht gelang, seine Anerkennung als „Civil-Staatsdiener“ und damit verbunden einen Anspruch auf Ruhegehalt zu erlangen, verließ er 1886 diese Stellung. Ab 1889 war er als Organist der Kreuzkirche in Hannover tätig. 1907 wurde er Domorganist am Schweriner Dom. Zugleich war er Mitglied in der Prüfungskommission für Organisten in Mecklenburg. 1931 ging er in den Ruhestand. Sein Nachfolger als Domorganist wurde Georg Gothe.
Hermann Klose war verheiratet mit Bertha, geb. Platz (* 1861 in Sterley; † 1935 in Schwerin). Über seinen Bruder, den Pastor Wilhelm Klose (1857–1943), war er der Onkel von Olaf Klose. Hermann Klose wurde auf dem Alten Friedhof Schwerin beigesetzt.

## Auszeichnungen
- Titel Königlicher Musikdirektor (1907)[5]

## Werke
- Die Deppe’sche Lehre des Klavierspiels. 1886.
- Aus meinem Lebensgang. In: Der Dombote. 1931.